# Giuseppe Rossoni
Giuseppe Rossoni (Milano, 24 dicembre 1900 – Aviano, 15 novembre 1980) è stato un calciatore italiano, di ruolo portiere.

## Carriera
Dopo aver militato nell'U.S. Milanese fino al 1926 debuttando in massima serie nella stagione 1922-1923, si trasferisce al Milan nel campionato 1926-1927, disputando con i rossoneri 5 gare.
In seguito torna a giocare con l'U.S. Milanese, per poi passare all'Isotta Fraschini di Milano ed infine al Saronno.